# 아나르코집산주의
집산주의적 아나키즘(러시아어: Анархо-коллективизм, 영어: Collectivist anarchism)은 아나코-집산주의라고도 하며, 생산 수단의 사적 소유 폐지를 주장하는 혁명주의적 사상이다. 집산주의적 아나키즘에서는 생산 수단의 사적 소유를 폐지하여, 생산의 모든 과정을 총체적으로 집단화해 관리하고 생산자 스스로 관리하는 수단을 계획할 수 있으며, 국가가 가진 모든 권위력을 없애는 것을 목표로 하여, 상호 부조가 통하는 자유지상적 연방 체제를 목표로 한다.

## 개요

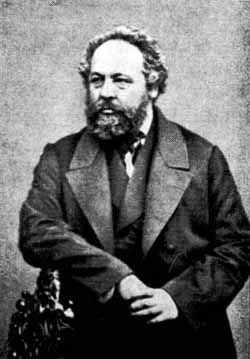
미하일 바쿠닌 그는 아나키즘에서 집산주의를 혼합한 집산주의적 아나키즘의 이론적 창시자이다.

집산주의적 아나키즘의 운동 과정은 노동 조합을 통한 노동 운동에서 시작된다. 개인주의적이고 집산주의 색채를 띠는 이 아나키즘 운동은 노동자들의 불만을 억제 또는 표출할 수 있는 자유로운 상태에 놓여있었으나, 갑작스러운 생산 수단의 집단화는 노동자들의 불만을 살 수 있다는 의견이 돌았다. 때문에 집산주의적 경제 체제가 된다면 점진적으로 생산 수단의 집단화가 진행되며 이 상태에서 벌어들인 자본이란 근로자의 임금으로 총체적 분배 된다. 그리고 임금은 작업 난이도와 시간의 양에 따라 경제 민주적인 조직에서 각 개체는 생산에 이바지한 만큼 받는다.
국제노동자협회의 목표인 노동자의 평등에 근거한 절대적인 공공경제 조직과 이외의 목적을 가진 여러 노동 운동 단체와 함께 발흥 된 미하일 바쿠닌의 집산주의적 아나키즘은 정치적인 성향을 띠는 정부에서 절대적으로 독립적인 집산주의를 열창했다. 미하일 바쿠닌이 사망한 후에도 인터내셔널에서는 집산주의적 아나키즘을 사상으로 가진 일련의 분파가 있었는데, 비슷한 시기 스페인에서는 1882년 노동자 연맹에서는 호세 루나스에 의해 미하일 바쿠닌의 아나키즘 이론이 채택되면서 여러 베테랑 아나키스트들이 집산주의적 아나키스트가 된다.
그러나, 집산주의적 아나키즘은 1890년대 들어 마르크스주의적 아나키즘에 의해 위축되었는데, 유럽 각지에서 일어난 아나키즘 운동의 대부분은 필요에 따라 임금 지급 및 유통의 폐지를 옹호하고 있었기 때문에 아나르코공산주의 학파를 더욱더 지지했기 때문이다. 또한, 표트르 크로폿킨은 1892년 미하일 바쿠닌이 생전에 썼던 아나코-집산주의 저서인 《집산주의의 임금 체제》를 정면으로 반론하면서 집산주의적 아나키즘은 제1인터내셔널에서 잊히게 되었다.
집산주의적 아나키즘의 이론을 가장 많이 발전시킨 아나키스트는 대표적으로 미하일 바쿠닌이 있다. 현재 집산주의적 아나키즘은 국제주의적 반파쇼 운동과 함께 발흥 되고 있다.

### 아나르코공산주의와의 차이점
아나르코공산주의는 생산 수단의 공유화와 함께 임금 노동의 폐지를 주장한다. 집산주의는 아나르코공산주의와 여러 유사성을(생산수단의 공유등) 지키면서도 핵심적으로 임금 노동의 폐지는 주장하지 않았다는 면에서 다르다. 바쿠닌이 사망한 이후, 오늘날에는 사실상 아나르코공산주의 내로 흡수됐다.

## 인물
- 마이클 알버트
- 미하일 바쿠닌
- 샘 돌고프
- 케자르 드 페페
- 루스 홥브리
- 믹 파렌
- 프랭크 페르난데스
- 자메 기욤
- 로빈 하넬
- 구스타프 란다우어
- 안셀모 로렌조

## 같이 보기
- 직접 민주제
- 노동자 자주경영
- 분자경제학
- 노동자 의회